# Schloss Rochlitz

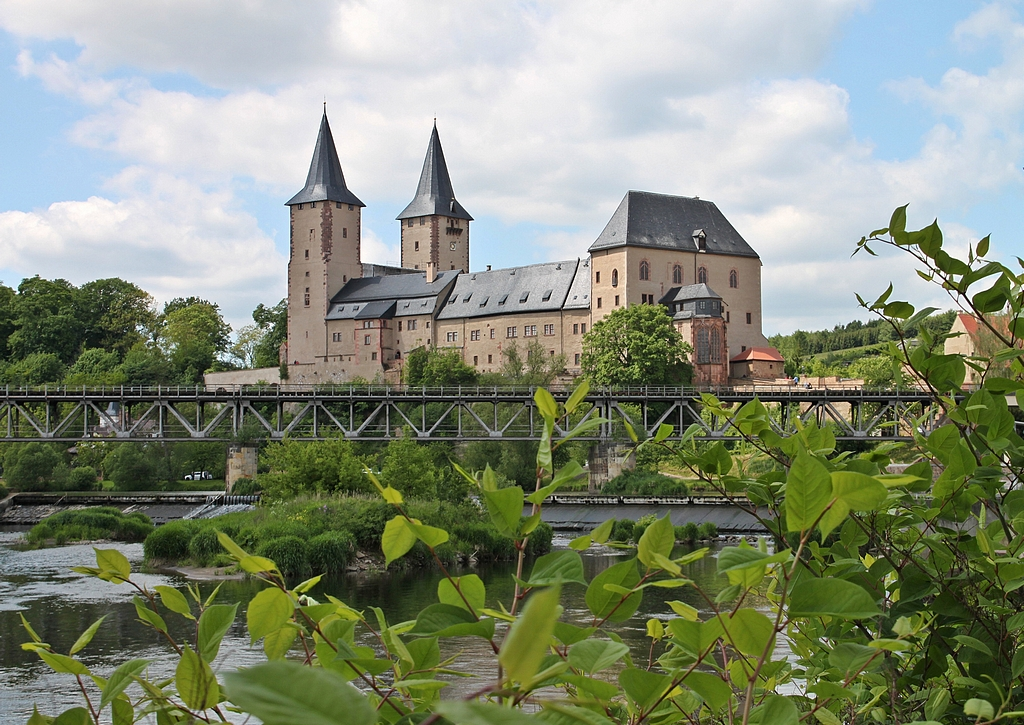
Schloss Rochlitz, Ansicht von Südosten

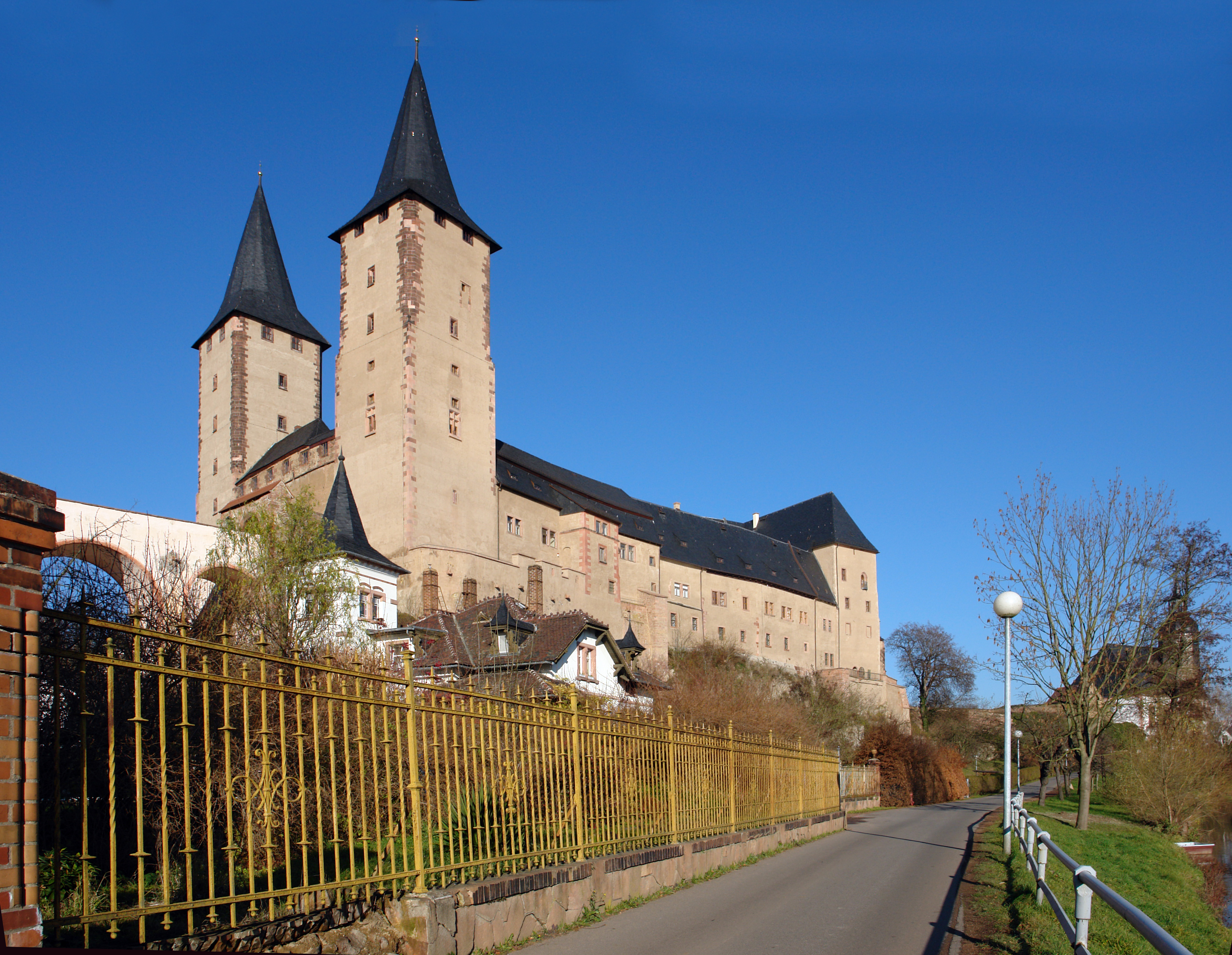
Schloss Rochlitz, Ansicht von Südwesten mit den charakteristischen Türmen „Finstere Jupe“ (links) und „Lichte Jupe“ (rechts)

Das Schloss Rochlitz liegt im Westen der Stadt Rochlitz oberhalb der Zwickauer Mulde im Landkreis Mittelsachsen des Freistaates Sachsen.

## Lage
Das Schloss liegt südwestlich des historischen Stadtkerns von Rochlitz auf einem allmählich nach Ostnordost abfallenden Ausläufer des Rochlitzer Berges, der von der Zwickauer Mulde im Südosten und dem Hellerbach im NW flankiert wird. Der Sporn teilt sich in den Noßwitzer Schlossberg im Westen, der mit etwa 200 m ü. NN beträchtlich höher liegt und eine Fläche von etwa 300 m Länge und etwa 60 m Breite umfasst und – durch einen spätmittelalterlichen Halsgraben getrennt – den Rochlitzer Schlossberg mit dem Schlosskomplex (etwa 90 × 30–40 m), dem durch Gräben getrennten sogenannten Unterschloss und der östlichen Vorburg mit der St.-Petri-Kirche und einer Gesamterstreckung von etwa 220 × 40 m.

## Architektur und wechselnde Nutzung
An der Stelle einer in der zweiten Hälfte des 10. Jahrhunderts angelegten Reichsburg, die 1143 in den Besitz der wettinischen Markgrafen überging, erhebt sich eine ausgedehnte Schlossanlage. Ihre Gestalt wird neben mehreren romanischen Gebäudeteilen wesentlich durch einen gotischen Umbau des markgräflichen Schlosses im letzten Viertel des 14. Jahrhunderts bestimmt. Weitere Um- und Neubauten erfolgten am Ende des 15. Jahrhunderts und im 16. Jahrhundert, als das Schloss als Nebenresidenz, Witwensitz und Jagdschloss der Wettiner genutzt wurde. Insgesamt war Rochlitz achtmal Residenzschloss für Angehörige des sächsischen Fürstenhauses. Ab dem 18. Jahrhundert diente das Schloss als Behördensitz (Justizamt, Amtsgericht), ab 1852 auch als Haftanstalt, wofür erneut größere Umbauten notwendig wurden. Das 1892 gegründete Museum wurde allmählich erweitert und wird künftig fast das gesamte Schloss einnehmen.

## Geschichte

### Die Burg Rochlitz im Mittelalter
Die Burg bildete in mittel- und spätslawischer Zeit das Zentrum des slawischen Kleingaus Rochlitz. Archäologische Funde lassen vermuten, dass auf dem westlich an das heutige Schloss anschließenden Nosswitzer Schlossberg ein Burgwall aus dem 9. und 10. Jahrhundert als Vorgänger der deutschen Burg bestand, der später als westliche Vorburg (Suburbium) umgenutzt wurde. Das Gebiet an der Mulde kam wahrscheinlich unter König Heinrich I. unter deutsche Herrschaft. In der zweiten Hälfte des 10. Jahrhunderts erfolgte die Einrichtung eines Burgwards, dessen Mittelpunkt die Burg Rochlitz bildete. Als Missions- und Pfarrkirche für den gesamten Burgward wurde in der östlichen Vorburg (Suburbium) die St.-Petri-Kirche vom Merseburger Bistum noch vor 981 gegründet. Im Jahre 995 wurde das Gebiet Rochlitz in einer Urkunde Kaiser Ottos III. erstmals schriftlich erwähnt, als nach der Auflösung des Bistums Merseburg die Zwickauer Mulde als Grenze der Bistümer Naumburg und Meißen bestimmt wurde.

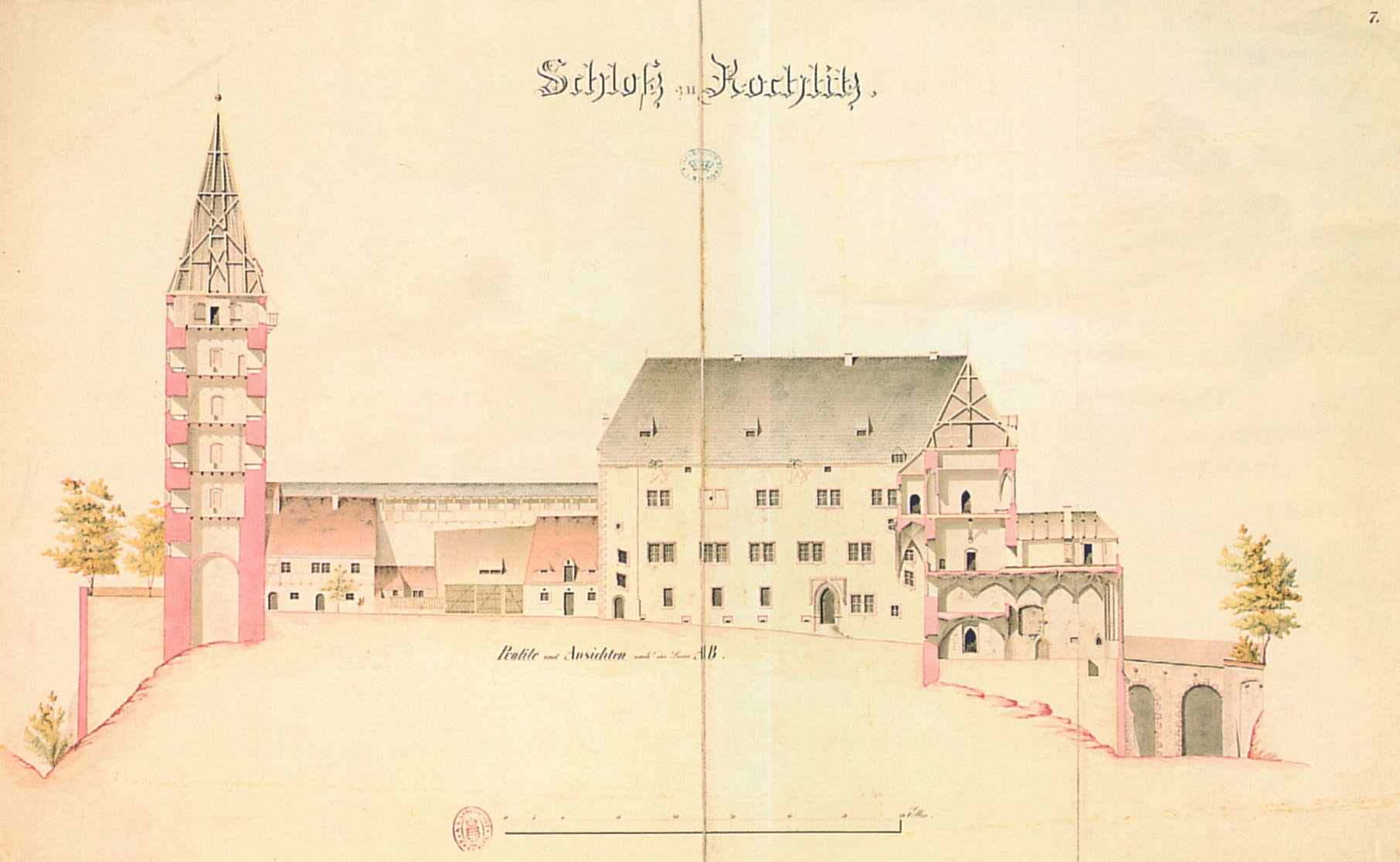
Aufriss und Teilschnitt des Schlosses von 1834

Die Burganlage Rochlitz – ursprünglich sicherlich Reichsgut – und das Umland gelangten um 1000 als Allodialbesitz an Markgraf Ekkehard von Meißen. Im Streit seiner beiden Söhne Graf Hermann (1009 bis um 1031/32) und Ekkehard II. mit ihrem Onkel Markgraf Gunzelin um das Erbe setzte Gunzelin die Burg urbs Rochelenzi im Jahr 1009 in Brand. Der Eintrag in der Chronik des Bischofs Thietmar von Merseburg, der von der Fehde berichtet, ist gleichzeitig die erste direkte Erwähnung der Burg. Im Mai 1018 begab sich Thietmar selbst in den südöstlichen Teil seiner Diözese und nahm den Besitz der Merseburger Kirche in der Rochlitzer Gegend wieder in seine Obhut. Außerdem nahm er höchstwahrscheinlich in der Petrikirche Firmungen vor.
1046 gelangten die ekkehardinischen Besitzungen durch Heimfall wieder an das Reich und wurden durch König Heinrich III. mit dem übrigen Reichsgut an der Mulde zusammengefasst, zu dem neben Rochlitz auch die Burgwarde Colditz, Leisnig, Polkenberg und Döben (Grobi) gehörten. Im selben Jahr schenkte Heinrich seiner Gemahlin Agnes ihm von Markgraf Ekkehard vererbte Besitzungen unter anderem in burchwardo Rochidez. Rochlitz entwickelte sich in der zweiten Hälfte des 11. Jahrhunderts zu einer bedeutenden salischen Reichsburg, für die mindestens zwei Königs- und Kaiseraufenthalte belegt sind. Neben Heinrich III. urkundete auch sein Sohn König Heinrich IV. am 28. Oktober 1068 actum Rochlezi. Umstritten ist eine Schenkungsurkunde König Heinrichs IV. aus dem Jahr 1074, mit der er unter anderem das castellum Rochedez cum adiacente pago similiter nominato dem Bistum Naumburg übertragen haben soll, da das Diplom wohl in der zweiten Hälfte des 12. Jahrhunderts nachgezeichnet und dabei verunechtet wurde.

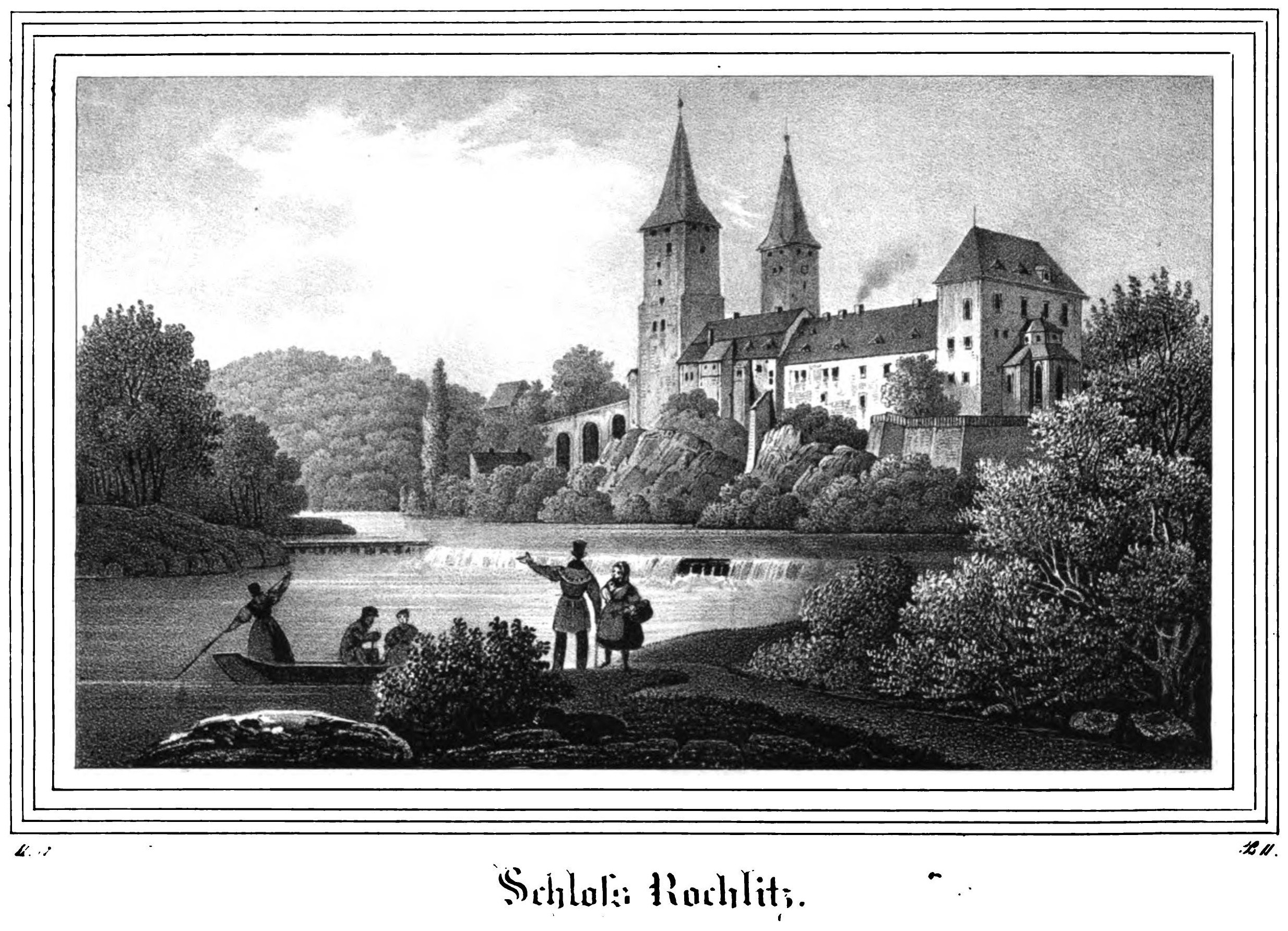
Ansicht des Schlosses von 1834

Im Jahr 1143 erhielt Markgraf Konrad I. von Meißen die Burg und das Land Rochlitz (provincia Rochelez) durch Schenkung König Konrads III. zu Eigen. Damit geriet die Burg an das Haus Wettin, wo sie bis 1918 verblieb. Nach Konrads Abdankung 1156 und seinem Rückzug in das Augustiner-Chorherrenstift auf den Petersberg bei Halle wurde der Besitz unter seinen fünf Söhnen aufgeteilt. Die Grafschaft Rochlitz gelangte zusammen mit der 1135 für die Wettiner nur teilweise gewonnenen Grafschaft Groitzsch an Dedo V. den Feisten. Dieser nannte sich zwar Graf von Groitzsch (comes de Groiz), residierte aber wahrscheinlich nicht auf der heute sogenannten Wiprechtsburg, sondern in Rochlitz. Unter seiner Herrschaft erfolgte der Landesausbau im Rochlitzer Land und kurz nach 1160 die Gründung des Klosters Zschillen in proprio suo videlicet pago Rochelez in ripa Milde fluminis. Unterhalb der Burg Rochlitz wurde durch Dedo oder einen seiner Söhne Dietrich und Konrad die Rechtsstadt Rochlitz mit der Stadtkirche St. Kunigunde gegründet. Die Burg selbst diente als Residenz einer offenbar nicht unbedeutenden Hofhaltung, unter der 1208 ein Henricus burggravius de Rochlitz und mehrere castrenses de Rochlitz erscheinen. Aus dieser Zeit stammen noch umfangreiche romanische Gebäudeteile wie zwei Wohntürme und der Palas im Südflügel. 1198 ist „Heinricus de Rocheliz“ urkundlich belegt.

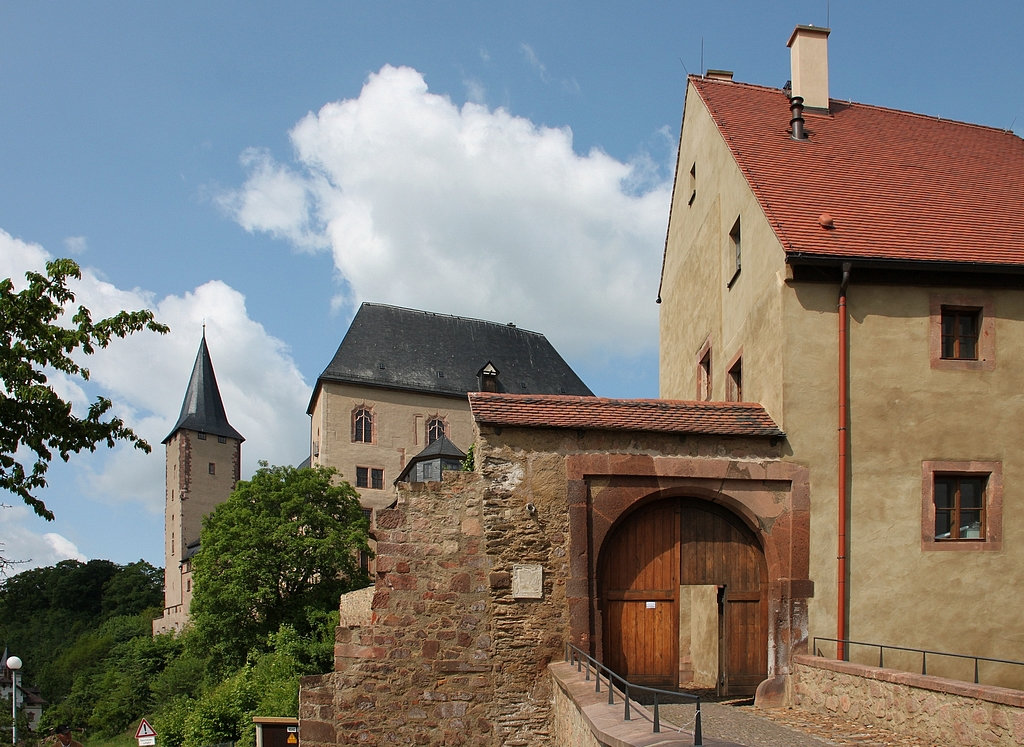
Zugang von Osten zum Schloss

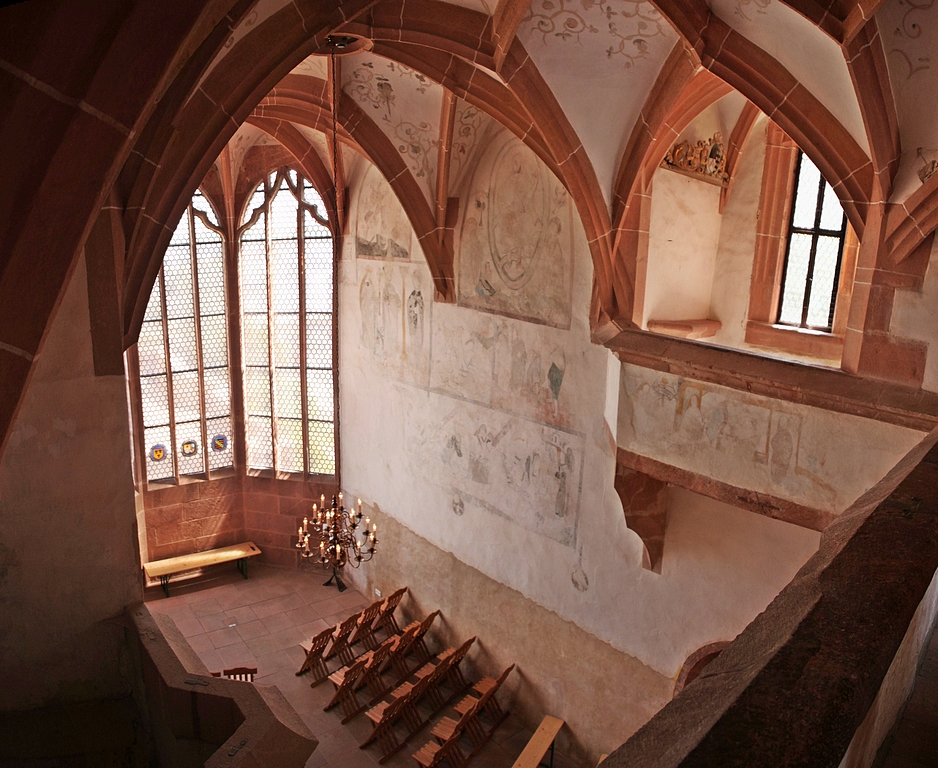
Blick in die Schlosskapelle

Nach dem Aussterben der Rochlitzer Linie im Mannesstamm fiel die Grafschaft 1210 an die Hauptlinie der Wettiner zurück und wurde durch Markgraf Dietrich von Meißen wieder in die Markgrafschaft Meißen eingegliedert. Rochlitz blieb ein bedeutender befestigter Punkt im Rahmen der wettinischen Gesamtherrschaft und Verwaltungssitz des Rochlitzer Amtes, doch dürfte es insgesamt zu einem Bedeutungsabfall gekommen sein. 1223 wurde die Burg durch den Thüringer Landgrafen Ludwig IV. erobert, wobei eine Belagerungsburg gebaut und eine Blide eingesetzt wurde. Zwischen 1286 und 1291 residierte dort der Pfalzgraf Friedrich von Sachsen-Lauchstädt, 1288 hielt dieser seinen Vater Landgraf Albrecht II. den Entarteten in Rochlitz in Gefangenschaft. Zwischen 1296 und 1298 gehörte die Burg noch einmal für kurze Zeit zum Reich. 1298 kehrte der Pfalz- und Markgraf Friedrich aus seinem Exil in Tirol zurück. Meißnische Truppen eroberten die Burg und nahmen den königlichen Statthalter für die Mark Meißen, Heinrich von Hessen, einen Vetter des Königs, gefangen. 1325 und 1329 hielt sich Friedrich der Ernsthafte in Rochlitz Hof.

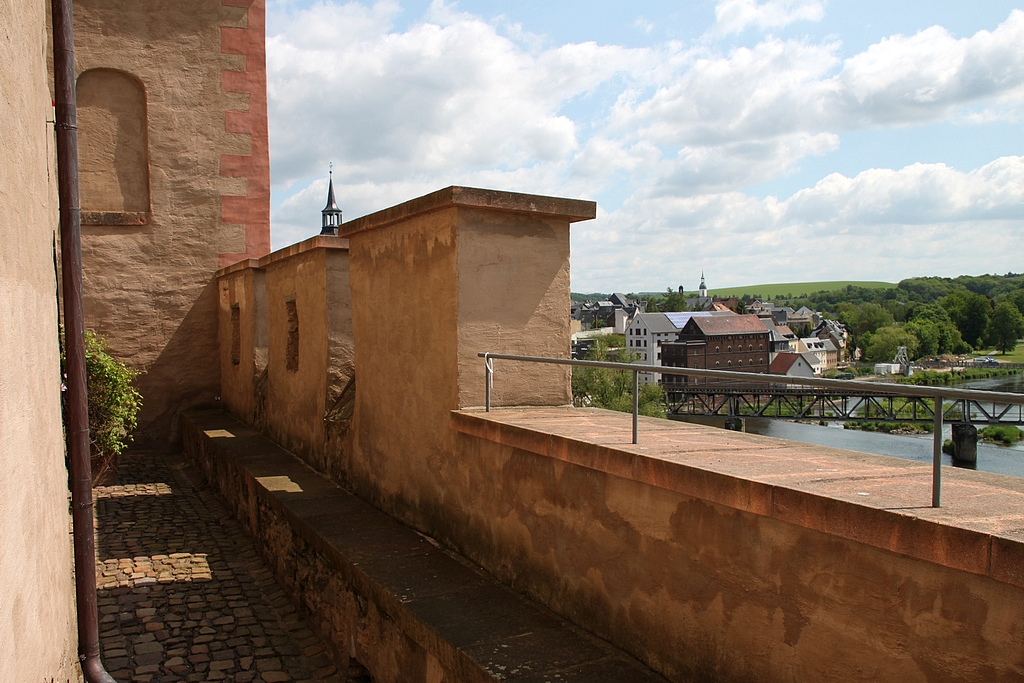
Blick auf die 1986 freigelegten Zinnen des ehemaligen Südwestzwingers

Eine weitere Blüte erlebte Rochlitz unter den gemeinsam regierenden Brüdern Friedrich, Balthasar und Wilhelm. Markgraf Wilhelm I. der Einäugige ließ sich dort im letzten Viertel des 14. Jahrhunderts eine anspruchsvolle gotische Schlossanlage errichten, vergleichbar mit dem von ihm errichteten Vorderschloss auf Burg Mildenstein, das er aber kaum selbst nutzte. Hierzu gehören die Errichtung des Fürstenhauses 1375 bis 1380 und der beiden, „Jupen“ genannten Türme um 1390 sowie der Umbau des Querhauses mit der Kapelle und des Südflügels. Diese Neu- und Umbauten zum markgräflichen „sloß“ (um 1370 erstmals so genannt) bestimmen noch heute wesentlich das Bild. Die Anlage diente damals als eine Hauptzahlungsstelle der Markgrafschaft, als Finanzarchiv für die Freiberger Bergschreiber und ab 1384 als Gerichtsort eines Landfriedens.
1430 mussten Schloss und Stadt bei einem Hussiteneinfall verteidigt werden, doch während die Stadt fiel, konnte das Schloss gehalten werden. Nachdem er sich schon 1436 dort länger aufgehalten hatte, lebte der als Würzburger Bischof abgesetzte Herzog Sigismund dort in standesgemäßer Verbannung. Außerdem diente das Schloss 1457 zeitweilig als Prinzenschule von Ernst und Albrecht beziehungsweise 1477 von Friedrich (später der Weise) und Johann (dem Beständigen). In der zweiten Hälfte des 15. Jahrhunderts (von 1477 bis 1480) erfolgte ein weiterer Umbau zum Festen Schloss, in dem 1481 bis 1501 die Herzogin Amalia von Sachsen, die Witwe von Herzog Ludwig dem Reichen von Bayern-Landshut und Schwester von Ernst und Albrecht von Sachsen, residierte. In diese Zeit fallen auch der Umbau der Schlosskapelle (um 1480) und der Neubau der Petrikirche (1470/99). 1507 bis 1510 diente das Schloss als Residenz für den Hochmeister des Deutschen Ordens Friedrich von Sachsen. 1511 wurde Markgraf Albrecht von Brandenburg-Ansbach aus der fränkischen Linie der Hohenzollern in Zschillen in den Deutschen Orden aufgenommen und am nächsten Tag auf Schloss Rochlitz zum Nachfolger als Hochmeister erhoben.

### Das Schloss Rochlitz in der Neuzeit
Einen kulturellen Höhepunkt erlebten Schloss und Stadt, als von 1537 bis 1547 die Herzogswitwe Elisabeth von Hessen, eine maßgebliche Förderin der Reformation in Sachsen, dort ihren Sitz nahm. Ihr folgten 1586 bis 1591 Kurfürst Christian I. und 1591 bis 1611 Kurfürstenwitwe Sophie. In diese Zeit fallen der Umbau der Anlage zum Jagdschloss mit Umgestaltungen des Fürstenhauses 1537/47 und ab 1586 sowie der Errichtung des „Kleinen Hauses“ 1588. Auf dem vorgelagerten Schlossberg wurde vor 1548 ein Renaissancelustgarten mit Lusthaus und Weinbergen angelegt.

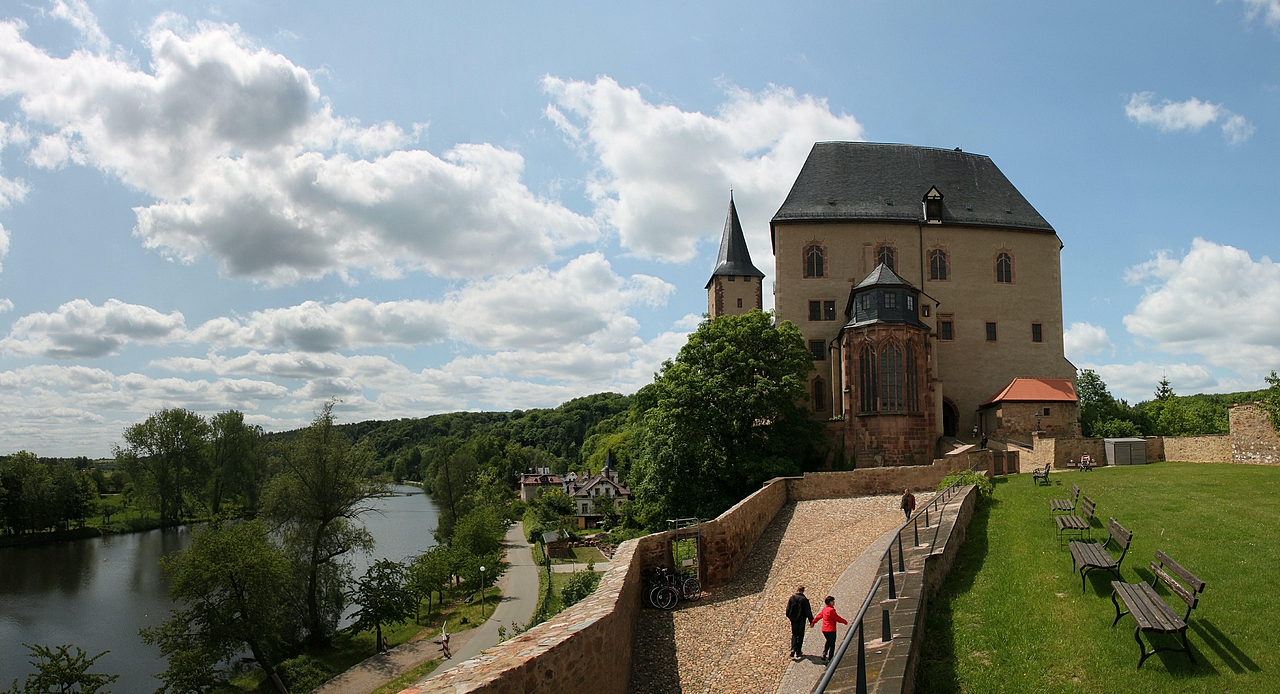
Blick zum Oberschloss, über das Areal des 1645 zerstörten Unterschlosses (1. Vorburg)

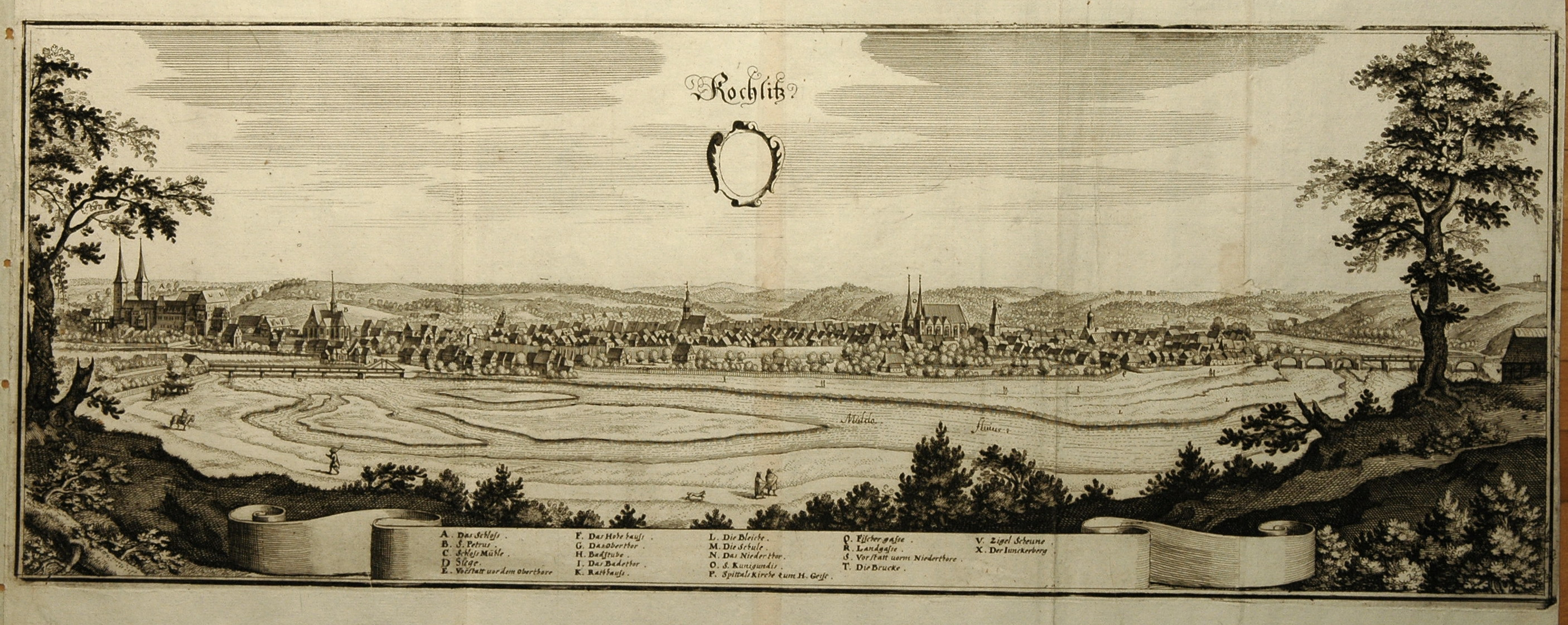
Rochlitz mit Burg und erster Vorburg, angeblich 1650, nach Matthäus Merian

Im Dreißigjährigen Krieg kam es zur mehrmaligen Belagerung und Einnahme des Schlosses durch schwedische Truppen, von denen noch heute Einschläge von Kanonenkugeln an der „Finsteren Juppe“ zeugen. Dabei wurde auch das erbaute Unterschloss 1645 durch Brand zerstört. 1693 erhob Kaiser Leopold I. auf Wunsch Kurfürst Johann Georgs IV. dessen Mätresse Magdalena Sibylla von Neitschütz zur Reichsgräfin von Rochlitz. Während des Großen Nordischen Kriegs 1706/07 wählte der schwedische König Karl XII. Rochlitz zweimal als Aufenthaltsort und schwedisches Garnisonshauptquartier. Drei Jahre später nahm Königin Christiane Eberhardine von Polen, die Gattin Augusts des Starken, dort ihr Reisequartier. Sieht man von der Errichtung der Schlossbrücken 1718 ab, bedeutete das 18. Jahrhundert einen starken Niedergang mit dem endgültigen Abbruch des Unterschlosses 1717 und 1784 sogar weiterer Teile des Schlosses wie Palasobergeschoss, Brunnen- und Kornhaus und anderer Bauteile.

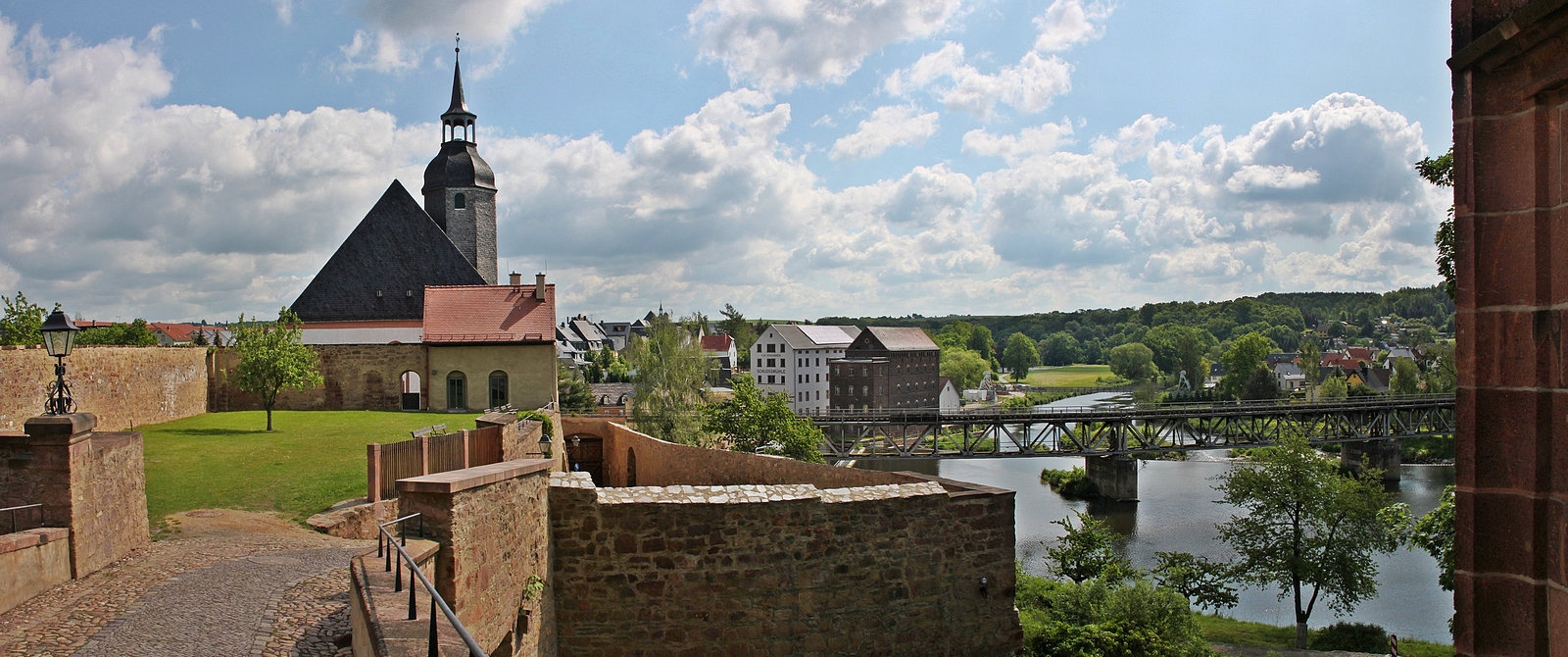
Blick über die Grundmauern des Unterschlosses zur St.-Petri-Kirche, in der Bildmitte sind die Gebäude der Schlossmühle zu sehen, die über Jahrhunderte Zubehör des Schlosses bzw. Amtes Rochlitz war

1848 wurde in dem weitgehend ungenutzten Schloss ein Wachkommando von 22 Schützen und später Infanterie stationiert. Ab 1850 war es außerdem Sitz des Bezirksgerichts Rochlitz, in dem zahlreiche Haftinsassen nach der Revolution von 1848 („Maigefangene“) einsaßen. 1852 kam es zu Umbauten im Fürsten- und Querhaus für die Justiz und zur Errichtung des bis 1961 genutzten Zellengebäudes der Untersuchungshaftanstalt. 1893 richtete der Rochlitzer Realschullehrer W. C. Pfau (1862–1946) in der Schlosskapelle ein Museum ein, das viertälteste Burgmuseum in Sachsen.
Von 1934 bis 1936, also während der NS-Zeit („Drittes Reich“), wurden durch den Reichsarbeitsdienst umfangreiche Sanierungsmaßnahmen vorgenommen, an deren Ende die Erschließung der Lichten Jupe als Aussichtsturm stand. 1944/45 war Schloss Rochlitz Auslagerungsort für Kunst- und Kulturgut aus dem Staatsarchiv Dresden, der Universitätsbibliothek Leipzig und dem Museum der bildenden Künste Leipzig (zahlreiche Verluste nach 1949).
Nach der Kapitulation bestand von April bis Juni 1945 dort ein Auffanglager der United States Army für Kriegsgefangene und NSDAP-Funktionsträger, das nach der Übernahme des Gebietes durch sowjetische Truppen von Juli 1945 bis Mai 1947 in ein NKWD-Sitz und -Lager umgewandelt wurde. Nach dessen Schließung konnte im Mai 1948 das Museum wieder eröffnet werden, doch waren umfangreiche Verluste durch Plünderungen und unsachgemäße Behandlung zu verzeichnen. Während der DDR-Zeit ging das Schloss 1960 vom Justizministerium der DDR an die Stadtverwaltung über und hatte verschiedene Nutzungen als Wohngebäude, Amt, Stadtarchiv, Museum und ab 1963/64 zusätzlich als Schulhort. 1960 begannen Bauforschungen und der Ausbau des Museums durch den Museumsleiter Udo Baumbach und freiwillige Helfer.
Am 1. Dezember 1983 wurde das Schlossareal als Burgstall der Vorgängerburg ins Verzeichnis geschützter Bodendenkmäler eingetragen. Hier (vor 1983) gemachte Funde sind slawischen bis mittelalterlichen Ursprunges.
Eine bedeutende Änderung für das Schloss bedeuteten der Auszug des Kreisgerichts 1990 (im Rahmen der Wiedervereinigung) und der anschließende Abbruch des Zellengebäudes mit Rekonstruktion des Nordwehrgangs. Mit der Übernahme durch das Land Sachsen und den Staatsbetrieb Staatliche Schlösser, Burgen und Gärten Sachsen 1994 begannen umfangreiche Sicherungen, Sanierungen und Restaurierungen. Dafür wurden seitens des Freistaates bis 2014 etwa 16 Millionen € investiert. In Verbindung mit den Sanierungsarbeiten stehen umfangreiche archäologische Untersuchungen und Bauforschungen.

## Bilder

360-Grad-Panorama des Innenhofes, von links nach rechts: westlicher Teil des Südflügels, dahinter der Südturm „Lichte Juppe“, das Westtor darüber der Westwehrgang, das Stallhaus, Nordturm „Finstere Juppe“ (mit Türmerwohnung), Nordwehrgang, Fürstenhaus mit Tafelsaal, Querhaus und Osttor (mit Mittelstube und Amtsstube sowie Schlosskapelle), Südflügel (mit Herzoginstube, Palas und Großer Schlossküche)

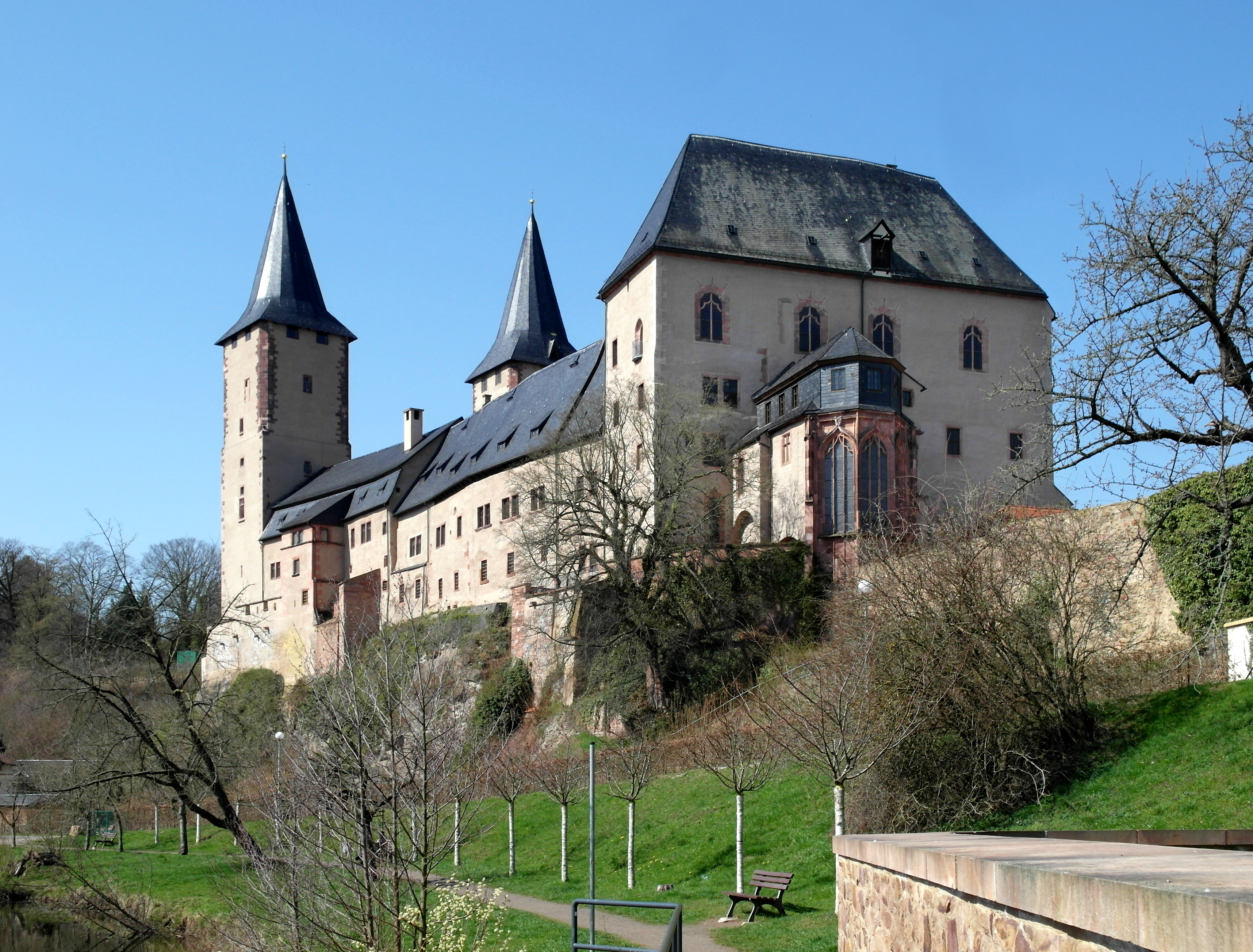
Sicht von Südosten
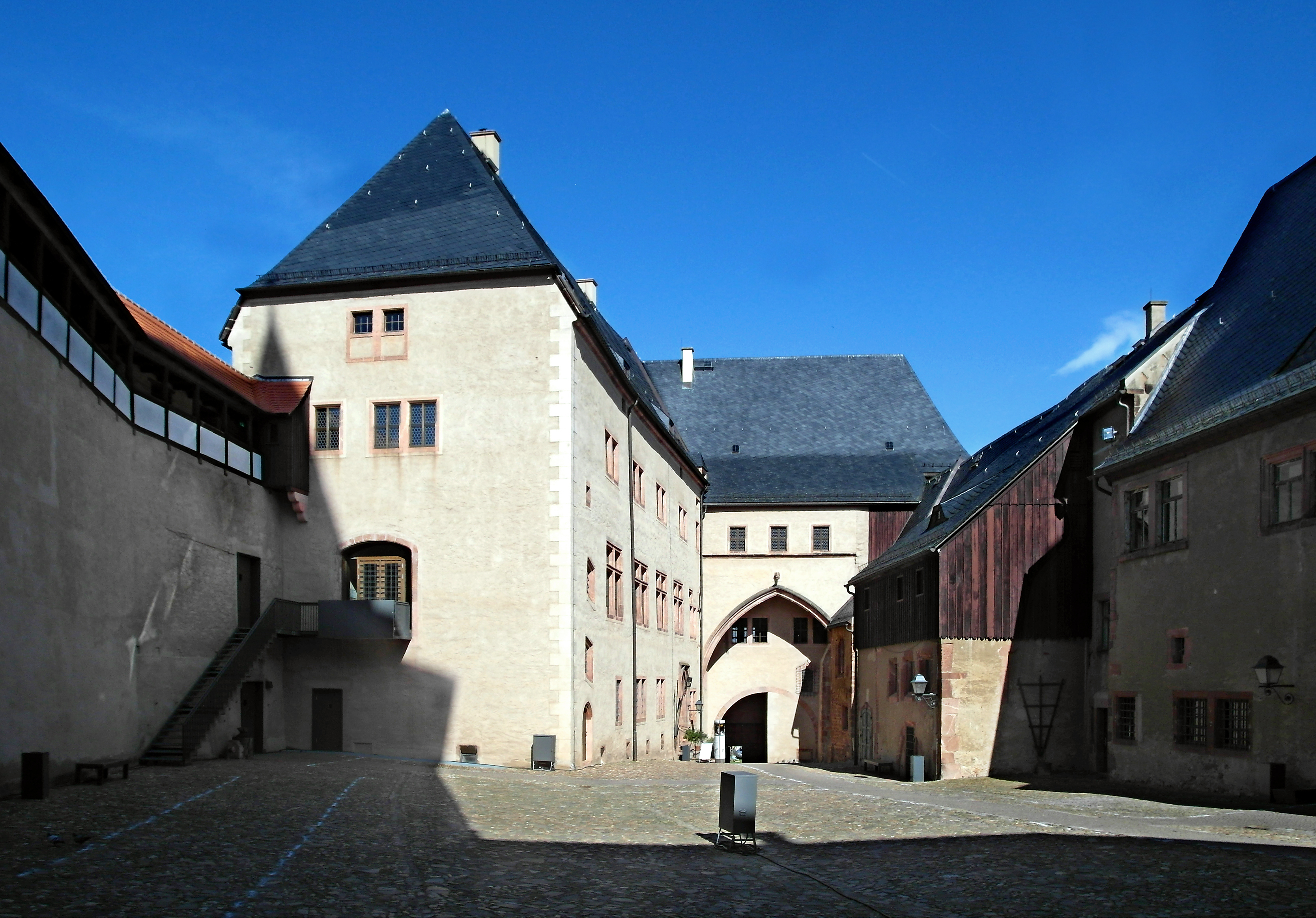
Fürstenbau und Querhaus
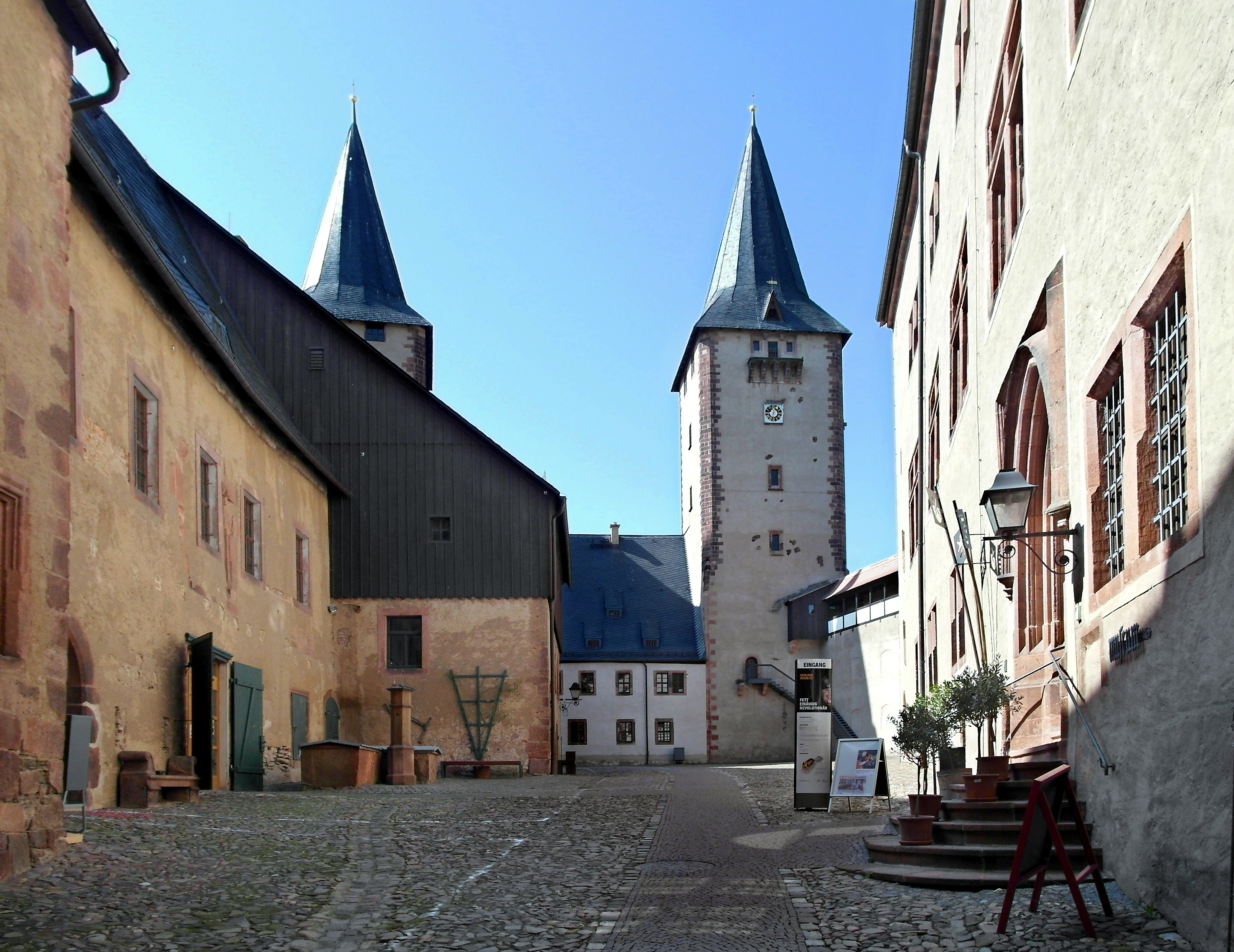
Schlosshof von Osten
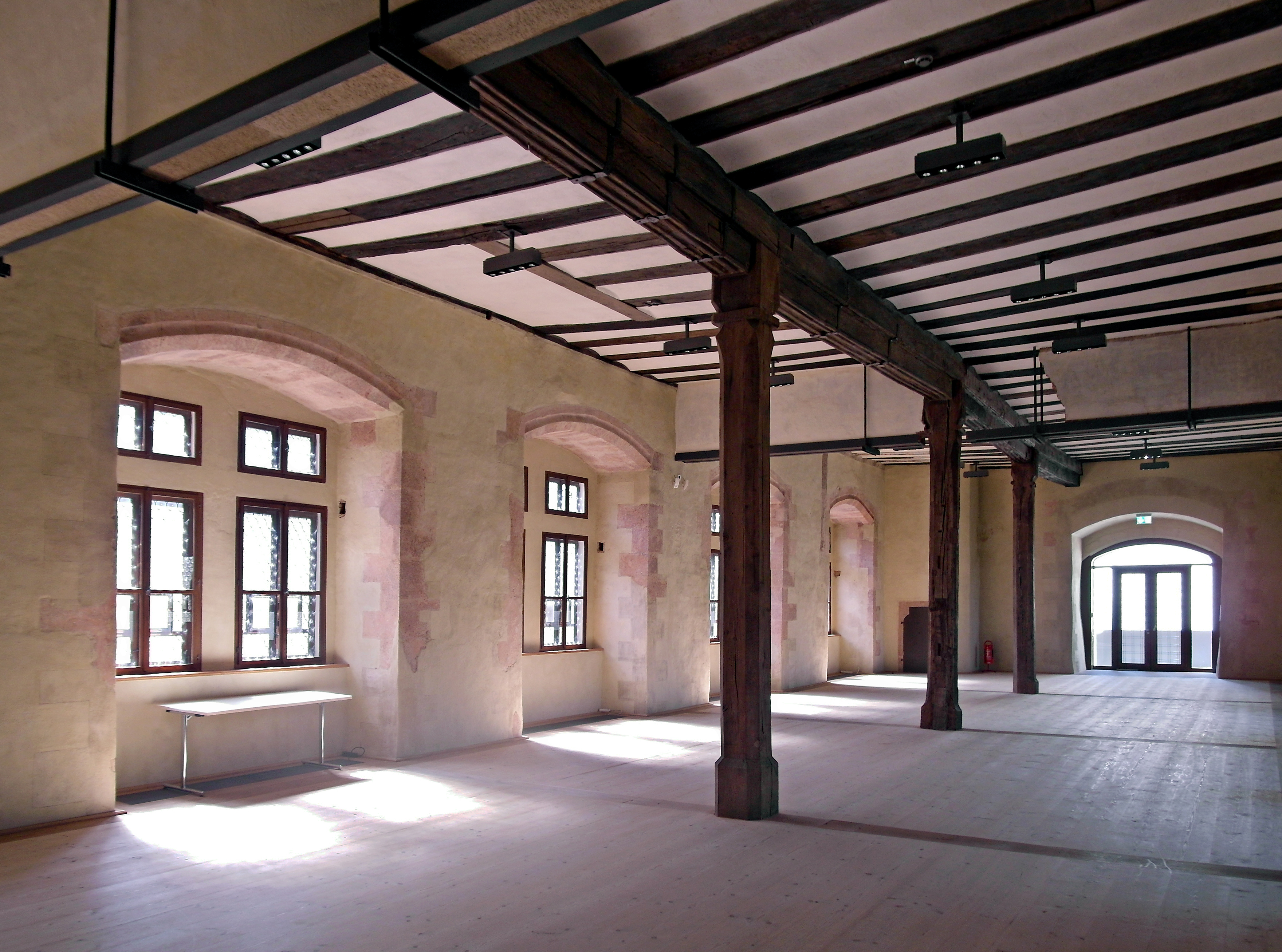
Tafelsaal
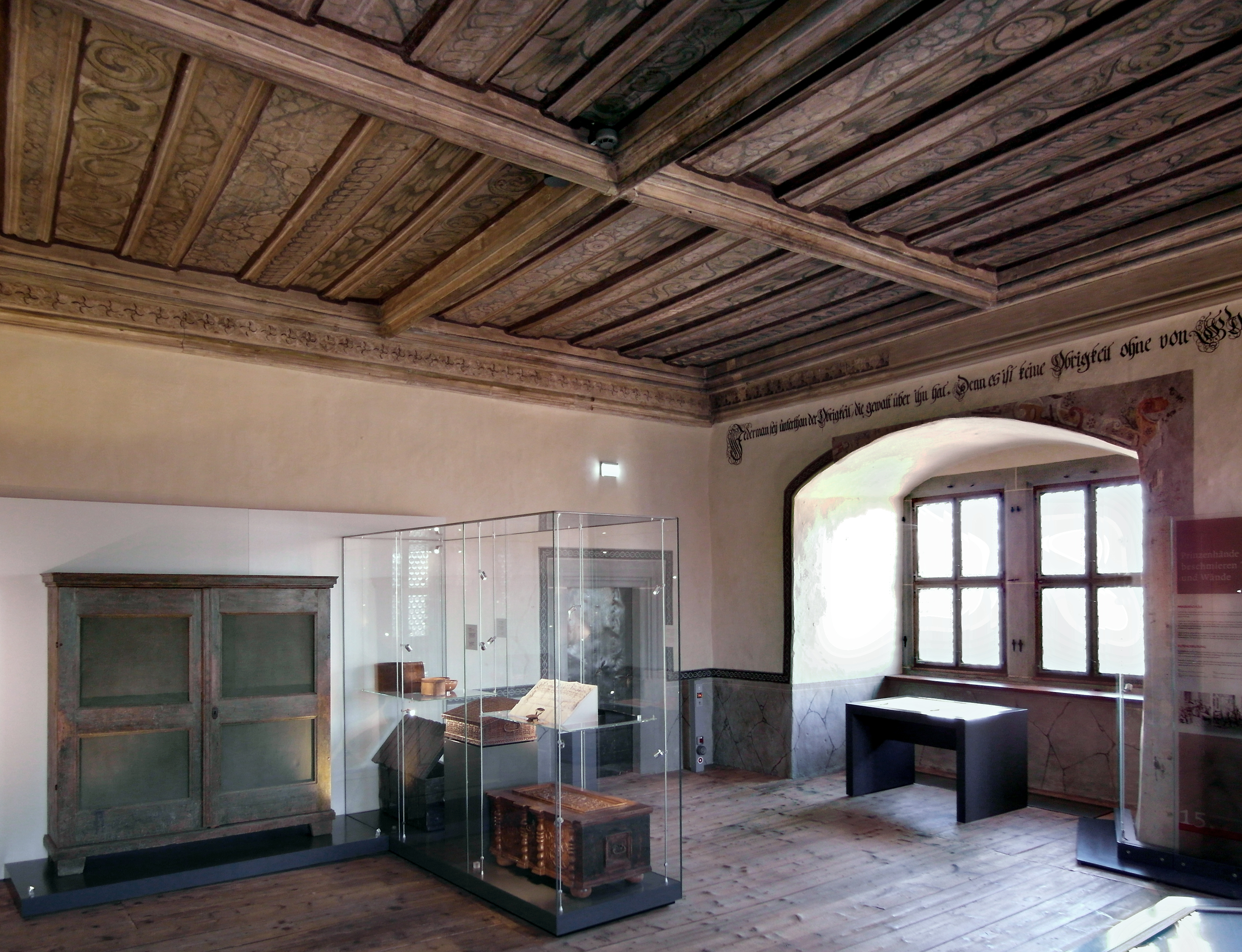
Wohnstube
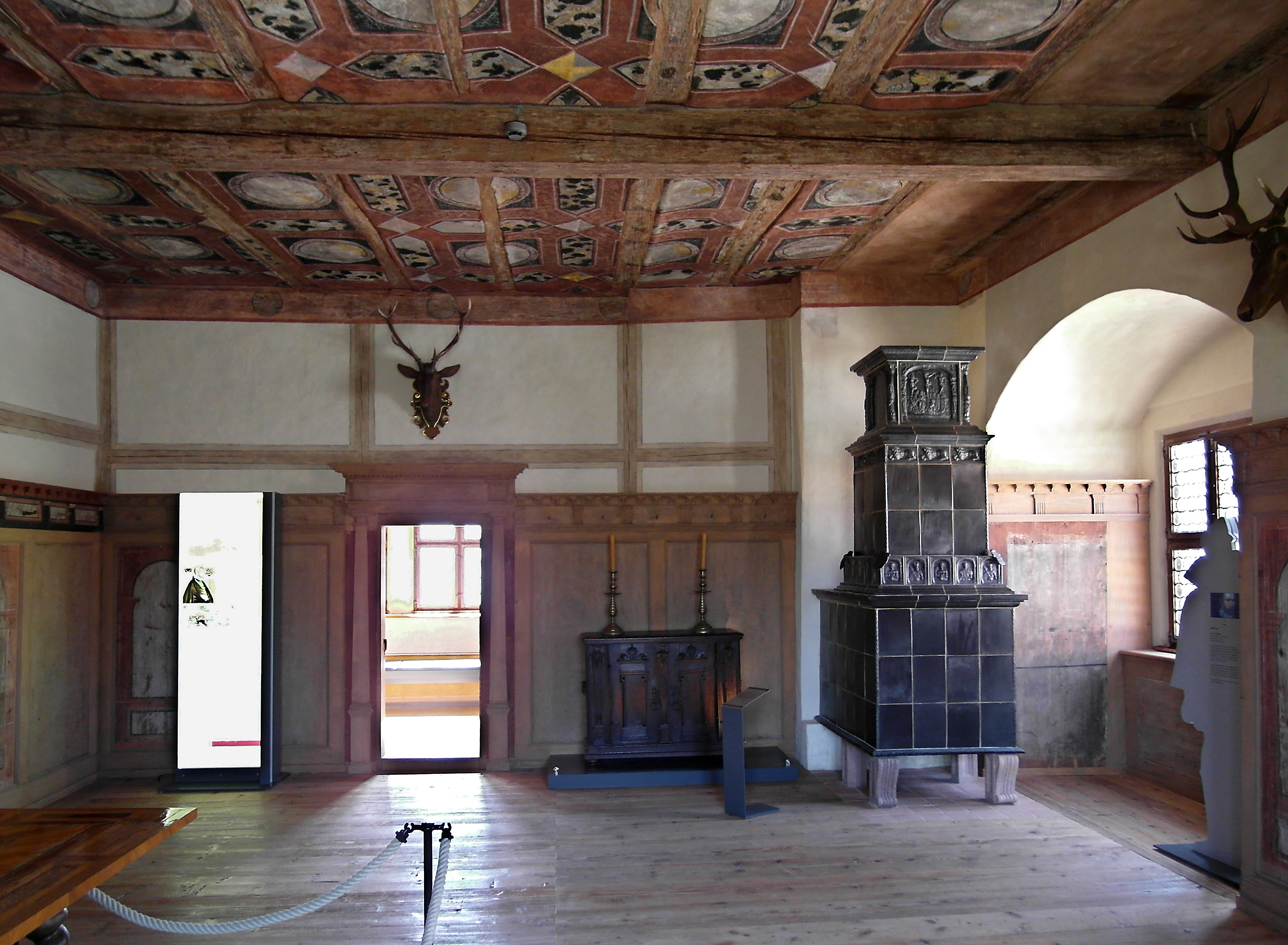
Rote Stube
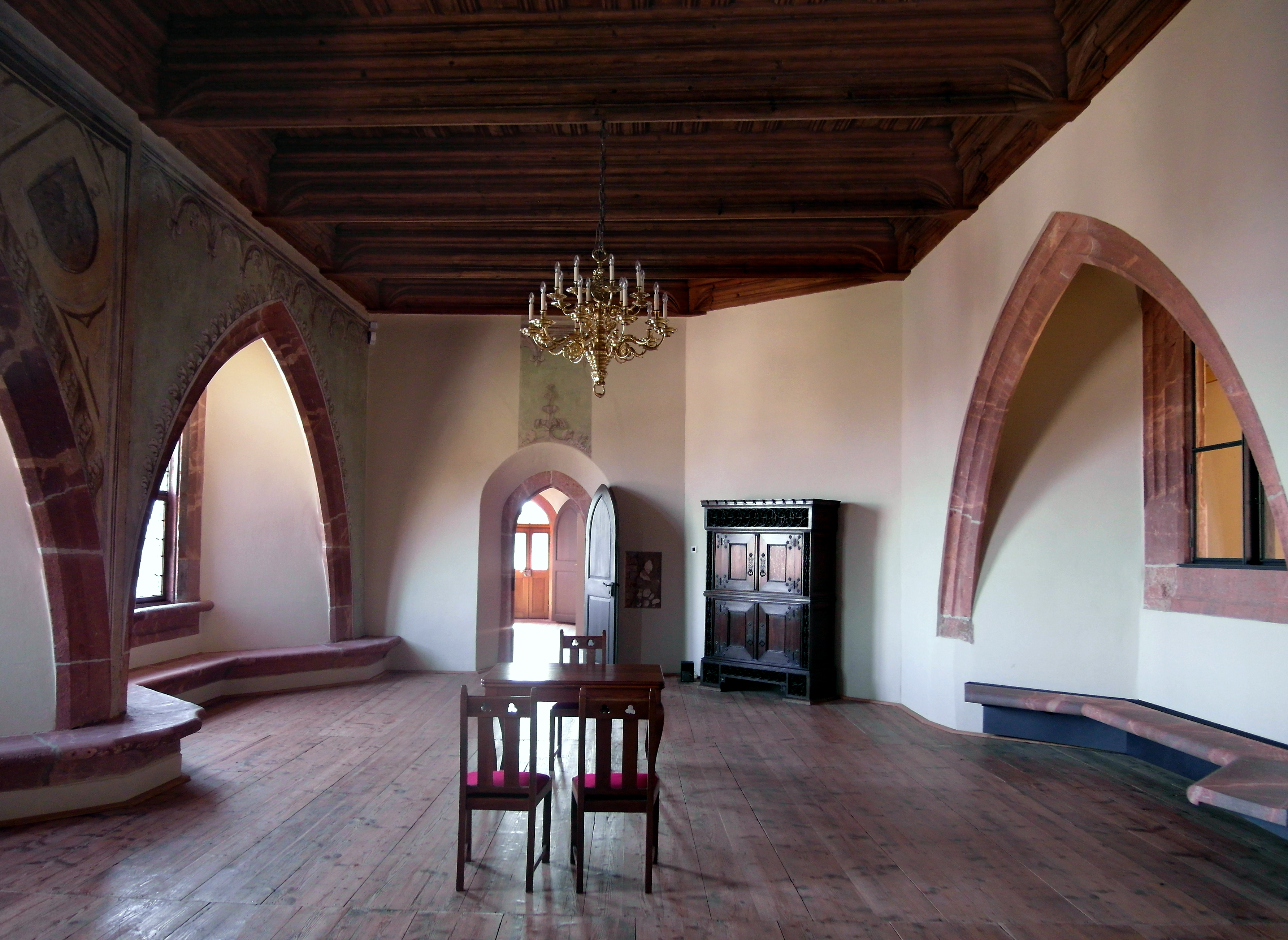
Fürstenstube
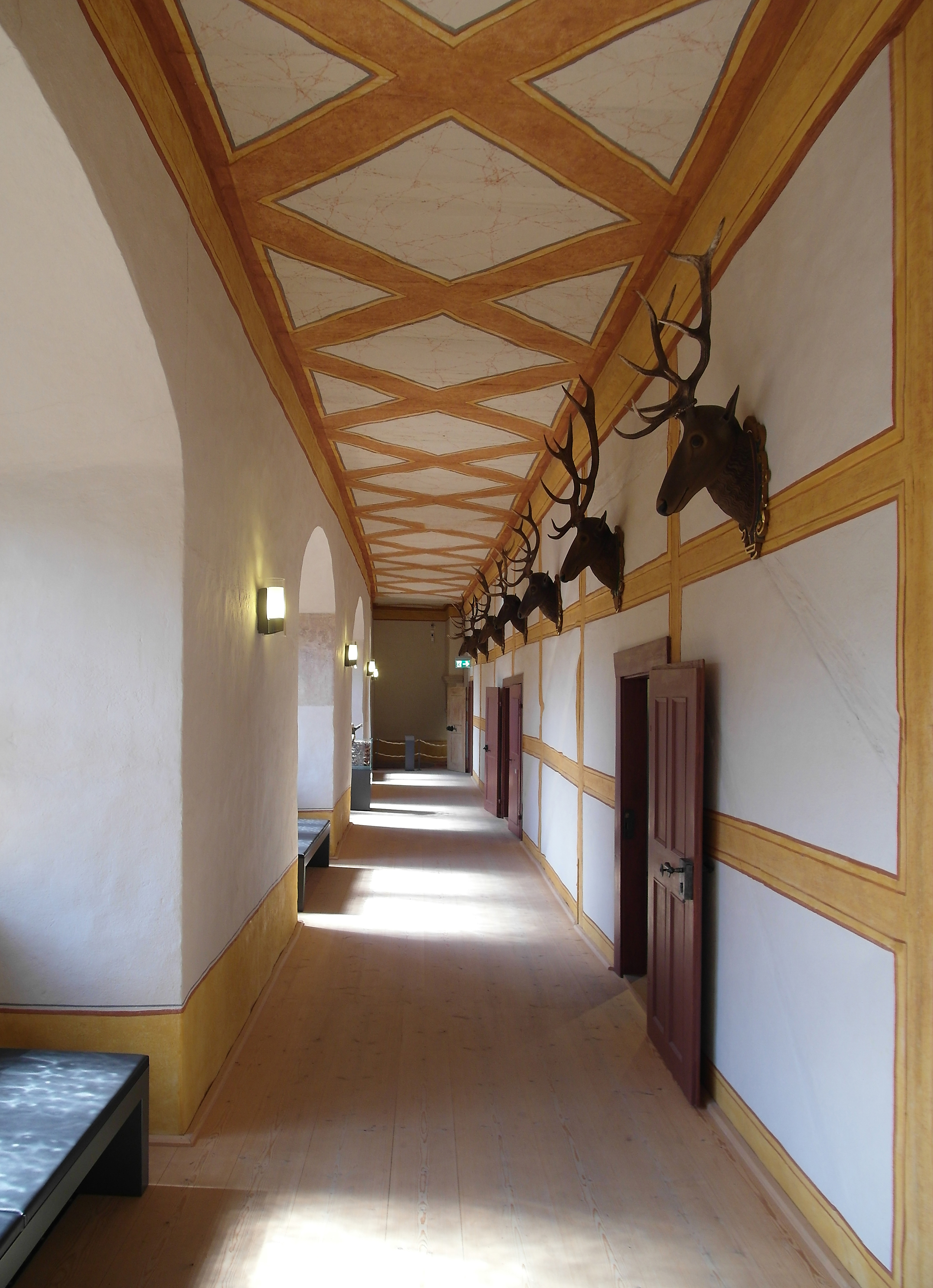
Langer Gang
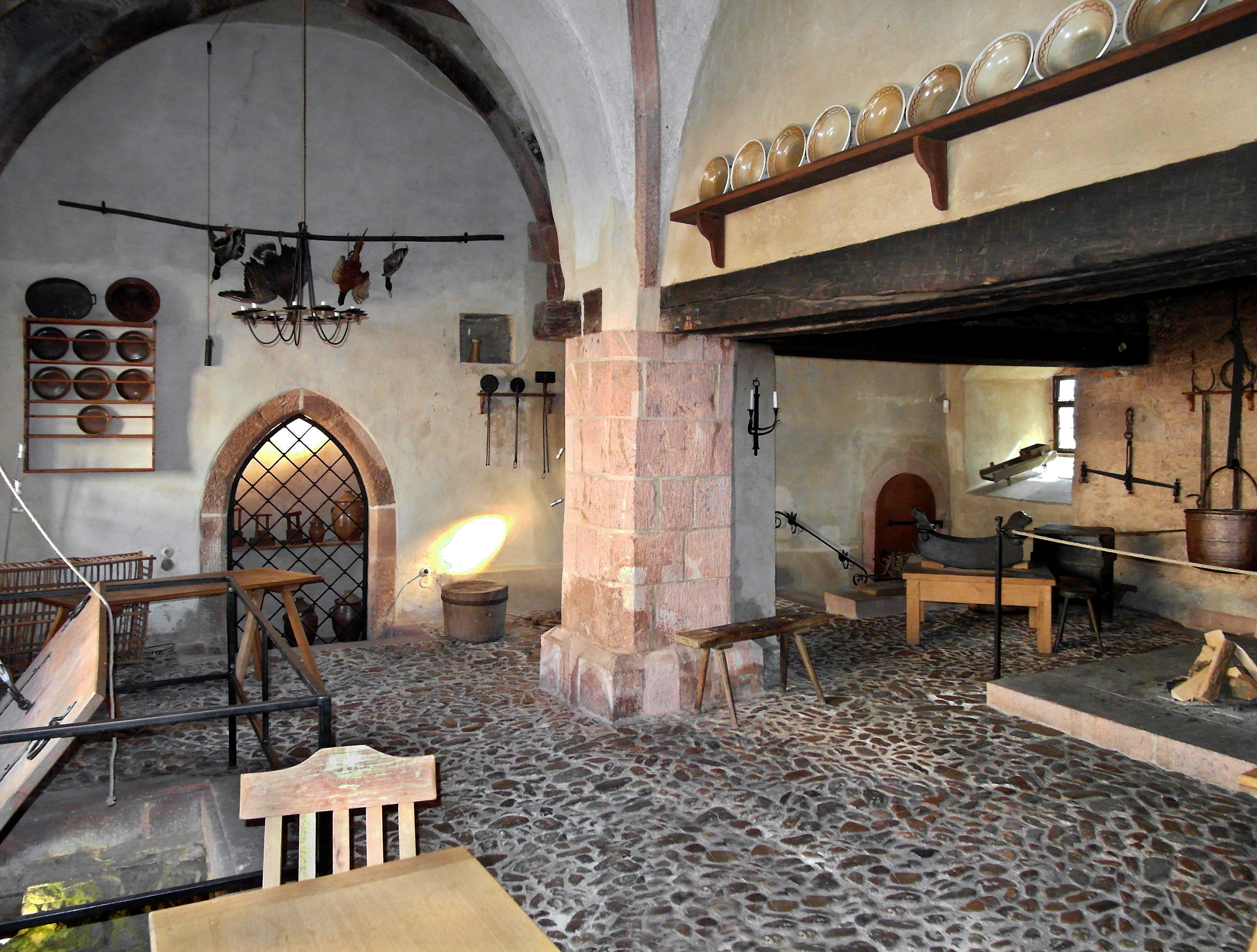
Schwarzküche